# Yorito (kommun)
Yorito är en kommun i Honduras.   Den ligger i departementet Departamento de Yoro, i den centrala delen av landet, 110 km norr om huvudstaden Tegucigalpa. Antalet invånare är 13 122.